# Svenska inomhusmästerskapen i friidrott 2025
Svenska inomhusmästerskapen i friidrott 2025 arrangerades mellan den 21 och 23 februari 2025 i Telekonsult Arena i Växjö. Det var den 60:e upplagan av svenska inomhusmästerskapen i friidrott. Arrangörsklubb för mästerskapet var IFK Växjö.
Inomhus-SM i mångkamp avgjordes mellan den 15 och 16 februari 2025 i Sätra friidrottshall. Arrangörsklubb för mästerskapet var Hässelby SK.

## Medaljörer

### Herrar
| Gren             | Guld                                 | Guld                   | Silver                              | Silver            | Brons                          | Brons         |
| 60 meter         | Henrik Larsson IF Göta               | 6,63                   | Jean-Christian Zirignon IFK Lidingö | 6,73              | Edvin Sidwall Danderyds SK     | 6,76 0PB0     |
| 200 meter        | Erik Erlandsson Malmö AI             | 20,50 0MR0             | William Trulsson Malmö AI           | 20,79 0NRJ0, 0PB0 | Linus Pihl IK Lerum FI         | 21,43         |
| 400 meter        | Carl Bengtström Örgryte IS           | 46,36 0SB0             | Karl Wållgren Örgryte IS            | 46,86 0PB0        | Lucas Törnström Danderyds SK   | 47,68 0PB0    |
| 800 meter        | Habtom Asgede Hässelby SK            | 1.52,24 0SB0           | Jakob Zäll Örgryte IS               | 1.52,62           | Victor Wahlgren Mölndals AIK   | 1.52,79 0SB0  |
| 1 500 meter      | Samuel Pihlström Hälle IF            | 3.41,73                | Vidar Johansson Ullevi FK           | 3.43,68 0SB0      | Simon Sundström Djurgårdens IF | 3.43,98 0PB0  |
| 3 000 meter      | Andreas Almgren Turebergs FK         | 7.36,38 0MR0, 0SB0     | Emil Danielsson Spårvägens FK       | 7.58,70           | Leo Magnusson Sävedalens AIK   | 8.01,01       |
| 60 meter häck    | Hampus Widlund IFK Växjö             | 7,89 0PB0              | Markus Moberg Hammarby IF           | 7,90 0PB0         | Ludvig All Täby IS             | 7,97 0PB0     |
| 5 000 meter gång | Hampus Otterborg Team Ultrasweden LK | 22.30,46 0PB0          | Tobias Andervang Borås LK           | 24.24,02 0PB0     | Birger Fält Mälarhöjdens IK    | 25.07,91 0SB0 |
| Höjdhopp         | Fabian Delryd Täby IS                | 2,19 0SB0              | Melwin Lycke Holm Kils AIK          | 2,17 0=SB0        | Svante Svensson Sävedalens AIK | 2,09          |
| Stavhopp         | Linus Jönsson Örgryte IS             | 5,28 0SB0              | Robin Jacobsson Ullevi FK           | 5,23              | Oliver Sandberg Huddinge AIS   | 5,18 0PB0     |
| Längdhopp        | Thobias Montler Malmö AI             | 8,01                   | Joakim Hellbratt Huddinge AIS       | 7,70              | Jacob Thelander Ljungby FIK    | 7,39 0PB0     |
| Tresteg          | Gabriel Wallmark Örgryte IS          | 16,26 0PB0             | Lukas Edqvist Örgryte IS            | 15,37 0SB0        | Melker Manne Ullevi FK         | 15,08         |
| Kula             | Wictor Petersson Malmö AI            | 21,49 0NR0, 0MR0, 0PB0 | Jesper Arbinge Spårvägens FK        | 20,08             | Viktor Gardenkrans Högby IF    | 18,94 0PB0    |
| Viktkastning     | Hugo Sörby Upsala IF                 | 19,53                  | Albin Silén Strands IF              | 19,34             | Leo Bystedt Västerås FK        | 18,65 0SB0    |
| Sjukamp          | Elliot Duvert Hässelby SK            | 5 808 0PB0             | Carl af Forselles Hässelby SK       | 5 752 0PB0        | Fredrik Samuelsson Hässelby SK | 5 551 0SB0    |

### Damer
| Gren             | Guld                          | Guld                   | Silver                          | Silver        | Brons                              | Brons         |
| 60 meter         | Julia Henriksson Malmö AI     | 7,31                   | Nora Lindahl Hässelby SK        | 7,35          | Elvira Tanderud Ullevi FK          | 7,47          |
| 200 meter        | Julia Henriksson Malmö AI     | 22,84 0NR0, 0MR0, 0PB0 | Nora Lindahl Hässelby SK        | 23,00 0PB0    | Jamilia Bernhardsson Kalmar SK     | 24,06         |
| 400 meter        | Marie Kimumba Spårvägens FK   | 53,50 0PB0             | Elna Wester Örgryte IS          | 53,54 0PB0    | Moa Granat Turebergs FK            | 53,59         |
| 800 meter        | Lova Perman Hälle IF          | 2.11,85                | Alice Magnell Millán Tjalve FIF | 2.11,87       | Carmen Cernjul Spårvägens FK       | 2.12,12       |
| 1 500 meter      | Linn Söderholm Sävedalens AIK | 4.26,58 0SB0           | Elin Brink Mölndals AIK         | 4.26,86       | Carmen Cernjul Spårvägens FK       | 4.26,92       |
| 3 000 meter      | Linn Söderholm Sävedalens AIK | 9.07,29                | Emilia Lillemo Täby IS          | 9.14,27       | Liv Dinis Hälle IF                 | 9.20,50       |
| 60 meter häck    | Lovisa Karlsson Högby IF      | 8,14                   | Julia Wennersten IK Ymer        | 8,27          | Esther Sahlqvist Hammarby IF       | 8,32 0PB0     |
| 3 000 meter gång | Monica Svensson Växjö AIS     | 14.31,92 0SB0          | Eleonora Olsmats Umara SC       | 15.49,37 0PB0 | Nashieli Karlström Eskilstuna FI   | 17.01,92 0PB0 |
| Höjdhopp         | Engla Nilsson Örgryte IS      | 1,87                   | Louise Ekman Gefle IF           | 1,87 0PB0     | Emma Häggblom Upsala IF            | 1,82 0PB0     |
| Stavhopp         | Kajsa Roth IFK Göteborg       | 4,32 0PB0              | Ellen Olsson Hässelby SK        | 4,27 0PB0     | Gabriella Jönsson IFK Helsingborg  | 4,03 0SB0     |
| Längdhopp        | Maja Åskag Råby-Rekarne FIF   | 6,47 0SB0              | Lovisa Karlsson Högby IF        | 6,45 0SB0     | Ayla Hallberg Hossain Turebergs FK | 6,38 0SB0     |
| Tresteg          | Maja Åskag Råby-Rekarne FIF   | 13,63                  | Fatima Koné Mölndals AIK        | 12,95 0SB0    | Kajsa Lindqvist Upsala IF          | 12,76 0PB0    |
| Kula             | Fanny Roos Malmö AI           | 18,28                  | Sara Lennman Spårvägens FK      | 18,04         | Vanessa Kamga Hässelby SK          | 17,24 0SB0    |
| Viktkastning     | Patricia Kamga Upsala IF      | 22,63 0NRJ0, 0PB0      | Vanessa Kamga Hässelby SK       | 21,89 0SB0    | Grete Ahlberg Hammarby IF          | 20,43 0SB0    |
| Femkamp          | Wilma Nilsson Klippans FK     | 3 860 0PB0             | Doris Theander IFK Växjö        | 3 836 0PB0    | Lisa Mårtensson Huddinge AIS       | 3 782 0PB0    |